# Агни-V
Агни-V (англ. Agni V) — индийская трёхступенчатая твердотопливная межконтинентальная баллистическая ракета. Разработана индийской организацией оборонных исследований и разработок (DRDO).
Разработка данной ракеты позволит Индии поражать цели на расстоянии более 5500 км, что значительно увеличит боевую мощь стратегических сил страны. Первый испытательный пуск ракеты состоялся 19 апреля 2012 с острова Вилер. Первоначально запуск планировался на 18 апреля, но из-за погодных условий его отложили на один день.
Заключительные испытания проведены в начале 2015.
3 июня 2018 года в 9:50 утра на острове Абдул Калам в Индии произведен 6-й успешный по счету запуск ракеты. Сообщается, что после ещё нескольких испытаний ракета будет принята на вооружение. 

## Характеристики
- Стартовая масса: 50000 кг[5]
- Количество ступеней: 3
- Тип двигательной установки: РДТТ (все ступени)
- Скорость на траектории: 24 Мах?
- Дальность полёта: 5500 км
- Время полёта на максимальную дальность: более 1000 с[6]
- Длина: 17,5 м[7] (в других источниках 17-17,2 м)
- Диаметр: 2 м
- Боевая часть: ядерная
  - Масса БЧ: 1,1 т[6]
- Тип пусковой установки: мобильная, дорожная[5]